# 12월 29일
12월 29일은 그레고리력으로 363번째(윤년일 경우 364번째) 날에 해당한다.

## 사건
- 875년 - 서프랑크의 왕 카를 2세 (서프랑크)가 신성 로마 제국의 황제가 되다.
- 1170년 - 잉글랜드 캔터베리 대주교 토마스 베켓이 캔터베리 대성당에서 암살되다.
- 1494년 - 조선 제 10대 연산군 즉위 (음력)
- 1890년 - 미국 7기병대가 사우스다코타주 운디드니에서 수족 여자와 어린이를 포함, 300명 학살(운디드니 학살)
- 1967년 - 지리산 국립공원 지정.
- 1989년 - 신사 혁명이 끝났다.
- 2022년 - 제2경인고속도로 갈현고가교 화재가 발생했다.
- 2024년 - 무안국제공항에서 제주항공 2216편 활주로 이탈 사고가 일어나 181명 가운데 179명이 목숨을 잃었다.

## 문화
- 1950년 - 경찰병원 개원.
- 1967년 - 현대자동차(주) 설립.
- 1969년 - 울산고속도로 개통.
- 1981년 - 싱가포르 창이 공항 개항.
- 1990년 - 서울 지하철 8호선 착공.
- 2002년 - 전원일기가 22년 만에 종영되었다.
- 2008년
  - 대한민국 수도권 전철 중앙선이 팔당역에서 국수역까지 개통되었다.
  - 동해고속도로 해운대 나들목 ~ 울산 분기점 구간이 개통되었다.
- 2010년 - 인천국제공항철도의 서울역 - 김포공항역 구간이 개통됐다.
- 2015년 - 동해고속도로 울산 분기점 ~ 남경주 나들목 구간, 동경주 나들목 ~ 남포항 나들목 구간이 개통되었다.
- 2021년 - 서해안고속도로의 하이패스 나들목인 불갑산 나들목이 개통되었다.

## 탄생
- 1567년 - 조선의 의병장 김덕령. (~1596년)
- 1721년 - 프랑스의 루이 15세의 애첩 잔앙투아네트 푸아송 드 퐁파두르 여후작. (1764년)
- 1800년 - 에보나이트를 발명한 미국의 발명가 찰스 굿이어. (~1860년)
- 1808년 - 미국의 제17대 대통령 앤드루 존슨. (~1875년)
- 1809년 - 영국의 정치인 윌리엄 유어트 글래드스턴. (~1898년)
- 1856년 - 대한민국의 독립운동가 이범윤. (~1940년)
- 1876년 - 스페인의 출신 첼로 연주가이자 지휘자, 작곡가 파블로 카살스. (~1973년)
- 1898년 - 일제강점기의 경찰 이태순. (~?)
- 1902년 - 대한민국의 개신교 목회자 한경직. (~2000년)
- 1917년 - 미국의 정치인, 로스앤젤레스의 첫 흑인 시장 톰 브래들리. (~1998년)
- 1924년 - 대한민국의 군인 이희성. (~2022년)
- 1926년 - 대한민국의 독립운동가 김상길. (~2018년)
- 1931년 - 대한제국의 황태손 이구. (~2005년)
- 1932년 - 대한민국의 소설가 최일남. (~2023년)
- 1933년 - 대한민국의 문학평론가, 소설가 이어령. (~2022년)
- 1934년 - 대한민국의 군인 출신 정치가 곽영달. (~2025년)
- 1936년 - 미국의 배우 메리 타일러 무어. (~2017년)
- 1938년
  - 미국의 배우 존 보이트.
  - 영국의 배우 버네사 레드그레이브.
- 1942년 - 대한민국의 정치인 김진영.
- 1946년 - 영국의 가수 메리앤 페이스풀. (~2025년)
- 1953년 - 독일의 전 펜싱 선수 토마스 바흐.
- 1954년 - 일본의 황족 다카마도노미야 노리히토 친왕. (~2002년)
- 1956년
  - 대한민국의 아나운서 안희재.
  - 미국의 기업인 데이브 체케츠.
- 1959년
  - 일본의 싱어송라이터 오카자키 리쓰코. (~2004년)
  - 미국의 배우 퍼트리샤 클라크슨.
- 1960년 - 일본의 배우 기시모토 가요코.
- 1963년
  - 대한민국의 전 배드민턴 국가대표 선수 김문수.
  - 스웨덴의 정치인 울프 크리스테르손.
- 1965년 - 대한민국의 정치인 안승남.
- 1966년
  - 미국의 배우 제이슨 구드.
  - 프랑스의 권투 선수 로랑 부두아니.
- 1967년 - 미국의 영화감독, 작가 릴리 워쇼스키.
- 1968년 - 조선민주주의인민공화국의 전 탁구 선수 리분희.
- 1969년
  - 대한민국의 가수 이소라.
  - 대한민국의 성우 김희선.
- 1970년
  - 대한민국의 정치인 김국기.
  - 이탈리아의 전 축구 선수, 축구 감독 엔리코 키에사.
- 1971년 - 대한민국의 성우 엄상현.
- 1972년
  - 대한민국의 희극인 이휘재.
  - 영국의 배우 주드 로.
  - 대한민국의 가수 정삼.
  - 미국의 축구 선수 제이슨 크라이스.
- 1975년
  - 대한민국의 가수 겸 희극인 라윤경.
  - 일본의 전 축구 선수 오쓰카 신지.
- 1976년
  - 대한민국의 전 축구 선수 박경환.
  - 미국의 배우, 희극인, 연출가 대니 맥브라이드.
- 1977년 - 대한민국의 전 야구 선수 정성훈.
  - 우크라이나의 권투 선수 안드리 코텔니크.
- 1978년
  - 대한민국의 방송사, 아나운서 김윤지.
  - 대한민국의 배우 최정인.
  - 잉글랜드의 전 축구 선수 키어런 다이어.
- 1980년
  - 대한민국의 배우 최영완.
  - 독일의 유도 선수 이본 뵈니슈.
- 1981년
  - 대한민국의 래퍼 박장근.
  - 일본의 전 피겨 스케이팅 선수 아라카와 시즈카.
- 1982년
  - 미국의 배우 앨리슨 브리.
  - 쿠바의 역도 선수 이반 캄바르.
- 1984년 - 대한민국의 희극인 송영길.
- 1985년
  - 대한민국의 배우 왕지혜.
  - 대한민국의 배우 지민.
  - 미국의 싱어송라이터 알렉사 레이 조엘.
  - 대한민국의 야구 선수 이범석.
  - 독일의 펜싱 선수 니콜라스 림바흐.
- 1986년 - 미국의 배우, 모델 앨리 마키.
- 1988년 - 중국의 배우 장멍.
- 1989년
  - 일본의 테니스 선수 니시코리 케이.
  - 자메이카의 육상 선수 요한 블레이크.
- 1990년
  - 대한민국의 레이싱 모델 송다미.
  - 대한민국의 가수 알렌킴 (유키스).
- 1991년 - 대한민국의 가수 강민희.
- 1992년
  - 일본의 배우 스즈키 가쓰히로.
  - 대한민국의 야구 선수 이창재.
  - 크로아티아의 축구 선수 미슬라브 오르시치.
- 1993년 - 대한민국의 음악 프로듀서 Minit.
- 1995년
  - 대한민국의 리그 오브 레전드 프로게이머 퓨어.
  - 대한민국의 기계체조 선수 김한솔.
  - 일본의 아이돌 이코마 리나 (노기자카46).
  - 미국의 풋볼 선수 마일스 개럿.
- 1996년 - 일본의 가수 사나 (트와이스).
- 1997년 - 대한민국의 야구 선수 김찬형.
- 1998년
  - 대한민국의 리그 오브 레전드 프로게이머 박재혁.
  - 대한민국의 축구 선수 김도담.
- 2000년 - 중국의 가수 이런 (에버글로우).
- 2003년 - 조선민주주의인민공화국의 체조 선수 안창옥.
- 2006년 - 프랑스의 축구 선수 에탕 음바페.
- 2010년 - 영국의 여왕 엘리자베스 2세의 외손녀 사바나 필립스.

## 사망
- 721년 - 제43대 일본의 천황 겐메이 천황. (661년~)
- 1208년 - 금나라의 제6대 황제 금 장종. (1168년~)
- 1891년 - 독일의 수학자 레오폴트 크로네커. (1823년~)
- 1921년 - 독일의 언어학자 헤르만 파울. (1846년~)
- 1929년 - 독일의 기업가 빌헬름 마이바흐. (1846년~)
- 1986년 - 러시아의 영화감독 안드레이 타르콥스키. (1932년~)
- 2000년 - 대한민국의 법학자, 정치인 유민상. (1921년~)
- 2005년 - 미국의 군인 김영옥. (1919년~)
- 2015년 - 조선민주주의인민공화국의 정치인 김양건. (1942년~)
- 2016년 - 대한민국의 언론인 최창봉. (1925년~)
- 2018년 - 미국의 첼로 연주자 알도 패리소. (1918년~)
- 2020년
  - 프랑스의 패션디자이너 피에르 가르뎅. (1922년~)
  - 프랑스의 피아니스트, 작곡가, 배우 클로드 볼링. (1930년~)
  - 핀란드의 가수 알렉시 라이호. (1979년~)
- 2022년
  - 이탈리아의 영화감독 루제로 데오다토. (1939년~)
  - 에스토니아의 정치인 에드가르 사비사르. (1950년~)
  - 러시아의 작곡가 예두아르트 아르테미예프. (1937년~)
  - 잉글랜드의 패션 디자이너 비비안 웨스트우드. (1941년~)
  - 브라질의 축구인 펠레. (1940년~)
  - 독일의 사업가이자 바덴가의 수장 막시밀리안 폰 바덴 변경백. (1933년~)
- 2023년
  - 미국의 영화배우 모리스 하인즈. (1943년~)
  - 뉴질랜드의 제17대 총독 마이클 하디 보이스. (1931년~)
- 2024년
  - 대한민국의 소설가 송우혜. (1947년~)
  - 대한민국의 피아니스트 한동일. (1941년~)
  - 일본의 슈퍼센티네리언 이토오카 토미코. (1908년~)
  - 미국의 영화배우 린다 래빈. (1937년~)
  - 미국의 제39대 대통령 지미 카터. (1924년~)
  - 러시아의 축구인, 군인 알렉세이 부가예프. (1981년~)

## 기념일
- 독립기념일: 몽골
- 제주항공 2216편 활주로 이탈 사고

## 같이 보기
- 전날: 12월 28일 다음날: 12월 30일 - 전달: 11월 29일 다음달: 1월 29일
- 음력: 12월 29일
- 모두 보기